# Hendrik de Vriesprijs

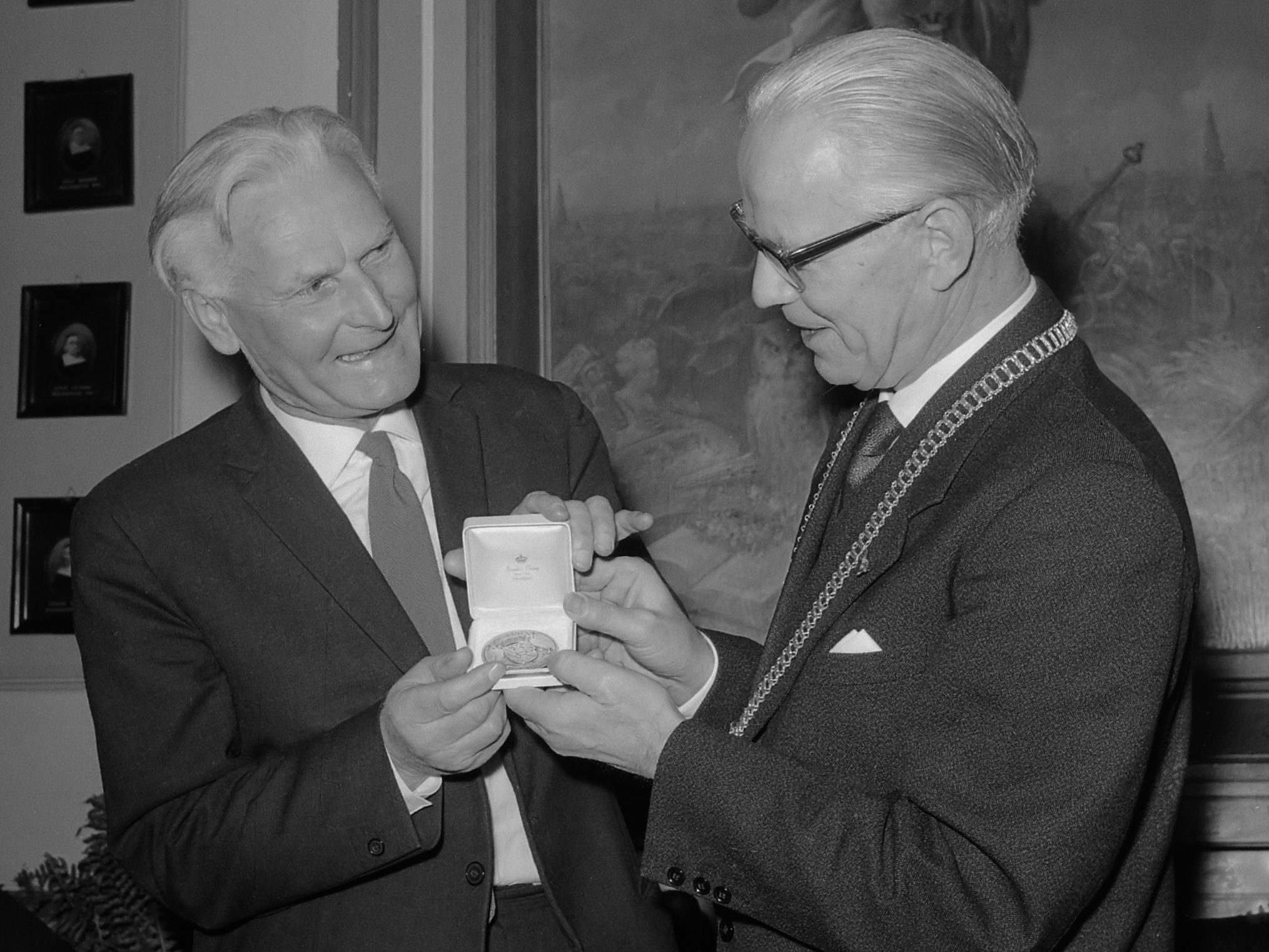
Uitreiking Hendrik de Vriesprijs aan Belcampo (links) door burgemeester J. Tuin (1960)

De Hendrik de Vriesprijs was een Nederlandse literatuurprijs die, met enige onderbrekingen, van 1946 tot en met 2011 werd uitgereikt door de gemeente Groningen. Sinds 1986 wordt daarnaast het Hendrik de Vriesstipendium toegekend.

## Prijs
De prijs werd ingesteld ter gelegenheid van de vijftigste verjaardag van de stad-Groninger dichter Hendrik de Vries. Hij was in 1946 de eerste die de prijs in ontvangst nam. De prijs werd tweejaarlijks uitgekeerd aan iemand die een buitengewone prestatie heeft geleverd in de literatuur. In 1973 werd de prijs opgeheven.
Ter gelegenheid van de negentigste verjaardag van De Vries werd de prijs in 1986 opnieuw ingesteld. Tien jaar later, in 1996, werd besloten de prijs niet meer tweejaarlijks, maar om de vijf jaar toe te kennen gelijklopend aan de lustra van De Vries' geboortejaar.
De prijs werd opgeheven in 2004, maar al in 2006 opnieuw ingevoerd. In 2009 werd besloten dat de prijs in het vervolg weer tweejaarlijks wordt uitgereikt.  Na 2011 is de prijs niet meer toegekend. In de cultuurnota van de gemeente Groningen 2012 viel te lezen "Ondanks het belang van de naamgever voor de stad stoppen we met de Hendrik de Vriesprijs. De prijs sorteert te weinig effect als het gaat om talentontwikkeling en de landelijke uitstraling van Groningen."

## Gelauwerden

### Hendrik de Vriesprijs
- 2011 - Hans Aarsman, voor zijn gehele oeuvre[3]
- 2006 - Toon Tellegen, voor gehele oeuvre
- 2001- Gerardjan Rijnders, voor gehele toneel-oeuvre
- 1996 - Jan Wolkers, voor gehele oeuvre
- 1994 - C.O. Jellema, voor Gedichten, oden, sonnetten
- 1990 - Willem Wilmink, voor gehele oeuvre
- 1986 - Bert Schierbeek, voor gehele oeuvre
- 1970 - Lidy van Eijsselsteijn, voor gehele oeuvre
- 1964 - Simon van Wattum, voor gehele oeuvre
- 1960 - Belcampo, voor gehele oeuvre
- 1958 - Ab Visser, voor gehele oeuvre
- 1956 - Jan Boer, voor zijn dicht- en prozawerk in de Groninger streektaal
- 1954 - Josef Cohen, voor gehele oeuvre
- 1950 - J.B. Charles, voor Zendstation, De Poppen, Volg het spoor terug
- 1948 - Koos Schuur, voor Herfst, hoos en hagel
- 1946 - Hendrik de Vries